# Comisariado del Pueblo de Agricultura de la Unión Soviética
El Comisariado del Pueblo para la Agricultura de la Unión Soviética (en ruso: Народный комиссариат земледелия СССР - Narkomzem) se estableció en Petrogrado en octubre de 1917, y Vladímir Milyutin fue nombrado como su primer comisario. Fue parte del Consejo de Comisarios del Pueblo (Sovnarkom).
Las oficinas de Narkomzem, ubicadas en Orlikov Pereulok No. 1, Moscú, fueron diseñadas por Alekséi Shchúsev en 1928. Este edificio está actualmente ocupado por el Ministerio de Agricultura de la Federación de Rusia .
Tras el establecimiento de Sovnarkom en el Segundo Congreso Panruso de Diputados de Trabajadores y Soldados, Lenin asistió al Congreso Extraordinario de Soviets de Diputados Campesinos de toda Rusia, donde prometió que los socialistas revolucionarios de izquierda podrían seleccionar a uno de sus miembros para conviértase en el comisario de Narkomsem. Andréi Kolegayev fue designado para este cargo el 23 de diciembre de 1917.
En 1946, el Comisariado fue reemplazado por el Ministerio de Agricultura y Alimentación.

## Historia
El Comisariado del Pueblo para la Agricultura fue creado el 8 de diciembre de 1929 por decreto del Comité Ejecutivo Central, mediante la fusión de los Narkomzems locales que existían anteriormente, así como otros organismos agrarios. El propósito de la creación del comisariado era mejorar la organización de la gestión y planificación para llevar a cabo la producción agrícola a gran escala, y concentrar su gestión en un solo organismo. 
El Narkomzem, dirigido por Yákov Yákovlev, lideró el trabajo de reconstrucción de la agricultura, dirigiendo la construcción de granjas estatales, granjas colectivas y empresas de maquinaria agrícola, y unió a todos los comisariados locales de agricultura para una dirección única.
El 1 de octubre de 1932, el Comisariado del Pueblo para los Sovjoses Cerealísticos y Ganaderos se separó del Narkomzem.
En 1946, el Narkomzem se transformó en el Ministerio de Agricultura de la Unión Soviética.

## Lista de Comisarios del Pueblo
| N.º | Comisario | Comisario                   | Partido | Partido           | Periodo                                         | Gabinete            |
| --- | --------- | --------------------------- | ------- | ----------------- | ----------------------------------------------- | ------------------- |
| 1   |           | Yákov Yákovlev (1896–1938)  |         | Partido Comunista | 8 de diciembre de 1929-10 de abril de 1934      | Rýkov IV Mólotov I  |
| 2   |           | Mijaíl Chernov (1891–1938)  |         | Partido Comunista | 10 de abril de 1934-29 de octubre de 1937       | Mólotov I–II–III    |
| 3   |           | Robert Eije (1890–1940)     |         | Partido Comunista | 29 de octubre de 1937-29 de abril de 1938       | Mólotov III–IV      |
| 4   |           | Iván Benediktov (1902-1983) |         | Partido Comunista | 15 de noviembre de 1938-11 de diciembre de 1943 | Mólotov IV Stalin I |
| 5   |           | Andréi Andréiev (1895-1971) |         | Partido Comunista | 11 de diciembre de 1943-15 de marzo de 1946     | Stalin I            |